# La Redonda
La Redonda is een gemeente in de Spaanse provincie Salamanca in de regio Castilië en León met een oppervlakte van 16,64 km². La Redonda telt 94 inwoners (1 januari 2016).

## Demografische ontwikkeling
Bron: INE, 1857-2011: volkstellingen